# Nueva Zelanda en la Copa Mundial de Fútbol Sub-20 de 2017
La selección de Nueva Zelanda fue uno de los 24 equipos participantes de la Copa Mundial de Fútbol Sub-20 de 2017, que tuvo lugar entre el 20 de mayo y el 11 de junio en Corea del Sur. Clasificó como campeón del Campeonato Sub-20 de la OFC 2016, realizado en Vanuatu, donde venció a la selección local 5-0 en la final.
Fue la quinta participación del seleccionado en el torneo y la cuarta consecutiva. En la fase de grupos empató 0-0 con Vietnam, venció 3-1 a Honduras y perdió 2-0 ante Francia, por lo que logró la clasificación a los octavos de final por segunda vez en la historia del torneo. Allí fue derrotado 6-0 ante los Estados Unidos.

## Clasificación

### Fase de grupos
| Selección     | Pts | PJ | PG | PE | PP | GF | GC | Dif |
| ------------- | --- | -- | -- | -- | -- | -- | -- | --- |
| Nueva Zelanda | 7   | 3  | 2  | 1  | 0  | 7  | 1  | 6   |
| Islas Salomón | 5   | 3  | 1  | 2  | 0  | 5  | 2  | 3   |
| Tahití        | 4   | 3  | 1  | 1  | 1  | 6  | 7  | -1  |
| Islas Cook    | 0   | 3  | 0  | 0  | 3  | 1  | 9  | -8  |

| 3 de septiembre de 2016, 12:00 | Nueva Zelanda     | 3:0 (1:0) | Islas Cook | Soccer City Stadium, Luganville |                          |
|                                | Bevan 30' 76' 90' | Reporte   |            | Árbitro(s): Salesh Chand        | Árbitro(s): Salesh Chand |

| 6 de septiembre de 2016, 15:00 | Tahití       | 1:4 (1:1) | Nueva Zelanda                                       | Soccer City Stadium, Luganville |                           |
|                                | Petitgas 27' | Reporte   | Dyer 39' (pen.) · Lewis 61' · Imrie 65' · Bevan 87' | Árbitro(s): Medric Lacour       | Árbitro(s): Medric Lacour |

| 10 de septiembre de 2016, 12:00 | Islas Salomón | 0:0     | Nueva Zelanda | Soccer City Stadium, Luganville |                            |
|                                 |               | Reporte |               | Árbitro(s): Mederic Lacour      | Árbitro(s): Mederic Lacour |

### Segunda fase

#### Semifinales
| 13 de septiembre de 2016, 11:00 | Nueva Zelanda          | 3:1 (2:1) | Nueva Caledonia | Port Vila Stadium, Port Vila |                           |
|                                 | Dyer 23' 30' · Cox 71' | Reporte   | Nipie 19'       | Árbitro(s): Kader Zitouni    | Árbitro(s): Kader Zitouni |

#### Final
| 17 de septiembre de 2016, 14:30 | Nueva Zelanda                                       | 5:0 (2:0) | Vanuatu | Port Vila Stadium, Port Vila |                           |
|                                 | Ashworth 13' · Dyer 34' · Bevan 76' · Imrie 88' 90' | Reporte   |         | Árbitro(s): Kader Zitouni    | Árbitro(s): Kader Zitouni |

## Jugadores
| #     | Nombre              | Posición         | Edad | Club                    |
| ----- | ------------------- | ---------------- | ---- | ----------------------- |
| 1     | Michael Woud        | Arquero          | 18   | Sunderland              |
| 2     | Dane Ingham         | Defensor         | 17   | Brisbane Roar           |
| 3     | Sean Liddicoat      | Defensor         | 19   | Hawke's Bay United      |
| 4     | Luke Johnson        | Defensor         | 19   | Wellington Phoenix Res. |
| 5     | Hunter Ashworth     | Defensor         | 19   | San Francisco Dons      |
| 6     | Joe Bell            | Mediocampista    | 18   | Virginia Cavs           |
| 7     | Connor Probert      | Mediocampista    | 19   | Kentucky Wildcats       |
| 8     | Moses Dyer          | Mediocampista    | 20   | Northcote City          |
| 9     | Noah Billingsley    | Delantero        | 19   | Santa Bárbara Gauchos   |
| 10    | Clayton Lewis       | Mediocampista    | 20   | Auckland City           |
| 11    | Henry Cameron       | Mediocampista    | 19   | Blackpool               |
| 12    | Cameron Brown       | Arquero          | 17   | Waitemata               |
| 13    | James McGarry       | Mediocampista    | 19   | Wellington Phoenix      |
| 14    | Jack-Henry Sinclair | Defensor         | 19   | Wellington Phoenix Res. |
| 15    | Reese Cox           | Defensor         | 20   | Waitakere United        |
| 16    | Callum McCowatt     | Mediocampista    | 18   | Western Suburbs         |
| 17    | Logan Rogerson      | Delantero        | 18   | Wellington Phoenix      |
| 18    | Sarpreet Singh      | Mediocampista    | 18   | Wellington Phoenix Res. |
| 19    | Myer Bevan          | Delantero        | 20   | Nike Academy            |
| 20    | Lucas Imrie         | Delantero        | 18   | Loyola Ramblers         |
| 21    | Conor Tracey        | Arquero          | 20   | Three Kings United      |
| D. T. | Darren Bazeley      | Director técnico | 44   | Bandera de Inglaterra   |

## Participación

### Fase de grupos
| Selección     | Pts | PJ | PG | PE | PP | GF | GC | Dif |
| ------------- | --- | -- | -- | -- | -- | -- | -- | --- |
| Francia       | 9   | 3  | 3  | 0  | 0  | 9  | 0  | 9   |
| Nueva Zelanda | 4   | 3  | 1  | 1  | 1  | 3  | 3  | 0   |
| Honduras      | 3   | 3  | 1  | 0  | 2  | 3  | 6  | -3  |
| Vietnam       | 1   | 3  | 0  | 1  | 2  | 0  | 6  | -6  |

| 1     | Guardameta     | Tien Dung Bui    |     |
| 4     | Defensa        | Ho Tan Tai       |     |
| 20    | Defensa        | Dinh Trong Tran  |     |
| 3     | Defensa        | Tan Sing Huynh   |     |
| 5     | Defensa        | Van Haun Doan    |     |
| 12    | Centrocampista | Hoang Nam Luong  | 80' |
| 19    | Centrocampista | Quang Hai Nguyen |     |
| 18    | Centrocampista | Van Hao Duong    | 57' |
| 10    | Centrocampista | Thahn Binh Dinh  |     |
| 11    | Centrocampista | Minh Di Ho       | 62' |
| 9     | Delantero      | Duc Chinh Ha     |     |
| D. T. | D. T.          | Anh Tuan Hoang   |     |

| 1     | Guardameta     | Michael Woud        |     |
| 2     | Defensa        | Dane Ingham         |     |
| 5     | Defensa        | Hunter Ashworth     |     |
| 15    | Defensa        | Reese Cox           |     |
| 3     | Defensa        | Sean Liddicoat      |     |
| 14    | Defensa        | Jack-Henry Sinclair | 89' |
| 11    | Centrocampista | Henry Cameron       | 70' |
| 10    | Centrocampista | Clayton Lewis       |     |
| 8     | Centrocampista | Moses Dyer          |     |
| 19    | Delantero      | Myer Bevan          |     |
| 9     | Delantero      | Noah Billingsley    | 81' |
| D. T. | D. T.          | Darren Bazeley      |     |

| 14 | Centrocampista | Hoang Duc Nguyen | 57' |
| 17 | Delantero      | Thanh Tran       | 62' |
| 16 | Centrocampista | Thanh Son Tran   | 80' |

| 17 | Delantero      | Logan Rogerson | 70' |
| 20 | Delantero      | Lucas Imrie    | 81' |
| 13 | Centrocampista | James McGarry  | 89' |

| Amonestado | 61' | Ho Tan Tai |

| Amonestado | 78' | Noah Billingsley |

| Árbitro             | Sidi Alioum           |
| Árbitros asistentes | Evarist Menkouande    |
| Árbitros asistentes | Elvis Noupue          |
| Cuarto árbitro      | Bamlak Tessema Weyesa |

| 1     | Guardameta     | Tien Dung Bui    |     |
| 4     | Defensa        | Ho Tan Tai       |     |
| 20    | Defensa        | Dinh Trong Tran  |     |
| 3     | Defensa        | Tan Sing Huynh   |     |
| 5     | Defensa        | Van Haun Doan    |     |
| 12    | Centrocampista | Hoang Nam Luong  | 80' |
| 19    | Centrocampista | Quang Hai Nguyen |     |
| 18    | Centrocampista | Van Hao Duong    | 57' |
| 10    | Centrocampista | Thahn Binh Dinh  |     |
| 11    | Centrocampista | Minh Di Ho       | 62' |
| 9     | Delantero      | Duc Chinh Ha     |     |
| D. T. | D. T.          | Anh Tuan Hoang   |     |

| 1     | Guardameta     | Michael Woud        |     |
| 2     | Defensa        | Dane Ingham         |     |
| 5     | Defensa        | Hunter Ashworth     |     |
| 15    | Defensa        | Reese Cox           |     |
| 3     | Defensa        | Sean Liddicoat      |     |
| 14    | Defensa        | Jack-Henry Sinclair | 89' |
| 11    | Centrocampista | Henry Cameron       | 70' |
| 10    | Centrocampista | Clayton Lewis       |     |
| 8     | Centrocampista | Moses Dyer          |     |
| 19    | Delantero      | Myer Bevan          |     |
| 9     | Delantero      | Noah Billingsley    | 81' |
| D. T. | D. T.          | Darren Bazeley      |     |

| 14 | Centrocampista | Hoang Duc Nguyen | 57' |
| 17 | Delantero      | Thanh Tran       | 62' |
| 16 | Centrocampista | Thanh Son Tran   | 80' |

| 17 | Delantero      | Logan Rogerson | 70' |
| 20 | Delantero      | Lucas Imrie    | 81' |
| 13 | Centrocampista | James McGarry  | 89' |

| Amonestado | 61' | Ho Tan Tai |

| Amonestado | 78' | Noah Billingsley |

| Árbitro             | Sidi Alioum           |
| Árbitros asistentes | Evarist Menkouande    |
| Árbitros asistentes | Elvis Noupue          |
| Cuarto árbitro      | Bamlak Tessema Weyesa |

| 1     | Guardameta     | Michael Woud     |     |
| 2     | Defensa        | Dane Ingham      |     |
| 3     | Defensa        | Sean Liddicoat   |     |
| 5     | Defensa        | Hunter Ashworth  |     |
| 15    | Defensa        | Reese Cox        |     |
| 13    | Defensa        | James McGarry    | 82' |
| 6     | Centrocampista | Joe Bell         |     |
| 8     | Centrocampista | Moses Dyer       |     |
| 10    | Centrocampista | Clayton Lewis    |     |
| 9     | Delantero      | Noah Billingsley | 67' |
| 19    | Delantero      | Myer Bevan       | 86' |
| D. T. | D. T.          | Darren Bazeley   |     |

| 1     | Guardameta     | Javier Delgado   |     |
| 8     | Defensa        | Erick Arias      |     |
| 16    | Defensa        | José García      |     |
| 2     | Defensa        | Denil Maldonado  |     |
| 3     | Defensa        | Wesly Decas      |     |
| 13    | Centrocampista | José Quiroz      |     |
| 7     | Centrocampista | José Reyes       | 61' |
| 20    | Centrocampista | Jorge Álvarez    |     |
| 9     | Centrocampista | Foslyn Grant     | 68' |
| 18    | Delantero      | Darixon Vuelto   |     |
| 19    | Delantero      | Douglas Martínez | 90' |
| D. T. | D. T.          | Carlos Tábora    |     |

| 17 | Delantero | Logan Rogerson | 67' |
| 4  | Defensa   | Luke Johnson   | 82' |
| 7  | Delantero | Connor Probert | 86' |

| 14 | Centrocampista | Sendel Cruz     | 61' |
| 17 | Delantero      | Byron Rodríguez | 68' |
| 11 | Delantero      | Mario Flores    | 90' |

| Anotado         | 1'  | Myer Bevan      | 1 - 0 |
| Anotado         | 23' | Hunter Ashworth | 2 - 0 |
| Anotado · Penal | 56' | Myer Bevan      | 3 - 1 |

| Anotado | 50' | Jorge Álvarez | 2 - 1 |

| Amonestado | 44' | Reese Cox    |
| Amonestado | 76' | Moses Dyer   |
| Amonestado | 80' | Michael Woud |

| Amonestado | 22' | Douglas Martínez |
| Amonestado | 54' | Wesly Decas      |
| Amonestado | 77' | José Quiroz      |

| Árbitro             | Diego Haro          |
| Árbitros asistentes | Jonny Bossio        |
| Árbitros asistentes | Raúl López          |
| Cuarto árbitro      | Mario Díaz de Vivar |

| 1     | Guardameta     | Michael Woud     |     |
| 2     | Defensa        | Dane Ingham      |     |
| 3     | Defensa        | Sean Liddicoat   |     |
| 5     | Defensa        | Hunter Ashworth  |     |
| 15    | Defensa        | Reese Cox        |     |
| 13    | Defensa        | James McGarry    | 82' |
| 6     | Centrocampista | Joe Bell         |     |
| 8     | Centrocampista | Moses Dyer       |     |
| 10    | Centrocampista | Clayton Lewis    |     |
| 9     | Delantero      | Noah Billingsley | 67' |
| 19    | Delantero      | Myer Bevan       | 86' |
| D. T. | D. T.          | Darren Bazeley   |     |

| 1     | Guardameta     | Javier Delgado   |     |
| 8     | Defensa        | Erick Arias      |     |
| 16    | Defensa        | José García      |     |
| 2     | Defensa        | Denil Maldonado  |     |
| 3     | Defensa        | Wesly Decas      |     |
| 13    | Centrocampista | José Quiroz      |     |
| 7     | Centrocampista | José Reyes       | 61' |
| 20    | Centrocampista | Jorge Álvarez    |     |
| 9     | Centrocampista | Foslyn Grant     | 68' |
| 18    | Delantero      | Darixon Vuelto   |     |
| 19    | Delantero      | Douglas Martínez | 90' |
| D. T. | D. T.          | Carlos Tábora    |     |

| 17 | Delantero | Logan Rogerson | 67' |
| 4  | Defensa   | Luke Johnson   | 82' |
| 7  | Delantero | Connor Probert | 86' |

| 14 | Centrocampista | Sendel Cruz     | 61' |
| 17 | Delantero      | Byron Rodríguez | 68' |
| 11 | Delantero      | Mario Flores    | 90' |

| Anotado         | 1'  | Myer Bevan      | 1 - 0 |
| Anotado         | 23' | Hunter Ashworth | 2 - 0 |
| Anotado · Penal | 56' | Myer Bevan      | 3 - 1 |

| Anotado | 50' | Jorge Álvarez | 2 - 1 |

| Amonestado | 44' | Reese Cox    |
| Amonestado | 76' | Moses Dyer   |
| Amonestado | 80' | Michael Woud |

| Amonestado | 22' | Douglas Martínez |
| Amonestado | 54' | Wesly Decas      |
| Amonestado | 77' | José Quiroz      |

| Árbitro             | Diego Haro          |
| Árbitros asistentes | Jonny Bossio        |
| Árbitros asistentes | Raúl López          |
| Cuarto árbitro      | Mario Díaz de Vivar |

| 1     | Guardameta     | Michael Woud        |     |
| 14    | Defensa        | Jack-Henry Sinclair |     |
| 5     | Defensa        | Hunter Ashworth     |     |
| 15    | Defensa        | Reese Cox           |     |
| 3     | Defensa        | Sean Liddicoat      |     |
| 13    | Defensa        | James McGarry       | 83' |
| 6     | Centrocampista | Joe Bell            |     |
| 8     | Centrocampista | Moses Dyer          | 85' |
| 18    | Centrocampista | Sarpreet Singh      |     |
| 17    | Delantero      | Logan Rogerson      |     |
| 19    | Delantero      | Myer Bevan          | 89' |
| D. T. | D. T.          | Darren Bazeley      |     |

| 1     | Guardameta     | Paul Bernardoni     |     |
| 2     | Defensa        | Enock Kwateng       |     |
| 4     | Defensa        | Jérôme Onguéné      |     |
| 19    | Defensa        | Yoan Severin        |     |
| 15    | Defensa        | Faitout Maouassa    | 68' |
| 18    | Centrocampista | Ibrahima Sissoko    |     |
| 12    | Centrocampista | Ludovic Blas        |     |
| 6     | Centrocampista | Jeando Fuchs        | 78' |
| 9     | Centrocampista | Christopher Nkunku  |     |
| 10    | Centrocampista | Allan Saint-Maximin | 66' |
| 20    | Delantero      | Martin Terrier      |     |
| D. T. | D. T.          | Ludovic Batelli     |     |

| 7  | Delantero      | Connor Probert  | 83' |
| 16 | Centrocampista | Callum McCowatt | 85' |
| 20 | Delantero      | Lucas Imrie     | 89' |

| 11 | Delantero      | Marcus Thuram    | 66' |
| 17 | Centrocampista | Denis Will Poha  | 68' |
| 13 | Defensa        | Clément Michelin | 78' |

| Anotado | 22' | Allan Saint-Maximin | 0 - 1 |
| Anotado | 37' | Allan Saint-Maximin | 0 - 2 |

| Amonestado | 60' | James McGarry |

| Árbitro             | Kim Jong-Hyeok  |
| Árbitros asistentes | Yoon Kwang Yeol |
| Árbitros asistentes | Kim Young Ha    |
| Cuarto árbitro      | Sidi Alioum     |

| 1     | Guardameta     | Michael Woud        |     |
| 14    | Defensa        | Jack-Henry Sinclair |     |
| 5     | Defensa        | Hunter Ashworth     |     |
| 15    | Defensa        | Reese Cox           |     |
| 3     | Defensa        | Sean Liddicoat      |     |
| 13    | Defensa        | James McGarry       | 83' |
| 6     | Centrocampista | Joe Bell            |     |
| 8     | Centrocampista | Moses Dyer          | 85' |
| 18    | Centrocampista | Sarpreet Singh      |     |
| 17    | Delantero      | Logan Rogerson      |     |
| 19    | Delantero      | Myer Bevan          | 89' |
| D. T. | D. T.          | Darren Bazeley      |     |

| 1     | Guardameta     | Paul Bernardoni     |     |
| 2     | Defensa        | Enock Kwateng       |     |
| 4     | Defensa        | Jérôme Onguéné      |     |
| 19    | Defensa        | Yoan Severin        |     |
| 15    | Defensa        | Faitout Maouassa    | 68' |
| 18    | Centrocampista | Ibrahima Sissoko    |     |
| 12    | Centrocampista | Ludovic Blas        |     |
| 6     | Centrocampista | Jeando Fuchs        | 78' |
| 9     | Centrocampista | Christopher Nkunku  |     |
| 10    | Centrocampista | Allan Saint-Maximin | 66' |
| 20    | Delantero      | Martin Terrier      |     |
| D. T. | D. T.          | Ludovic Batelli     |     |

| 7  | Delantero      | Connor Probert  | 83' |
| 16 | Centrocampista | Callum McCowatt | 85' |
| 20 | Delantero      | Lucas Imrie     | 89' |

| 11 | Delantero      | Marcus Thuram    | 66' |
| 17 | Centrocampista | Denis Will Poha  | 68' |
| 13 | Defensa        | Clément Michelin | 78' |

| Anotado | 22' | Allan Saint-Maximin | 0 - 1 |
| Anotado | 37' | Allan Saint-Maximin | 0 - 2 |

| Amonestado | 60' | James McGarry |

| Árbitro             | Kim Jong-Hyeok  |
| Árbitros asistentes | Yoon Kwang Yeol |
| Árbitros asistentes | Kim Young Ha    |
| Cuarto árbitro      | Sidi Alioum     |

### Octavos de final
| 1     | Guardameta     | Jonathan Klinsmann |     |
| 6     | Defensa        | Justen Glad        |     |
| 4     | Defensa        | Tommy Redding      |     |
| 5     | Defensa        | Erik Palmer-Brown  |     |
| 3     | Defensa        | Danilo Acosta      | 76' |
| 17    | Centrocampista | Brooks Lennon      | 79' |
| 7     | Centrocampista | Eryk Williamson    |     |
| 8     | Centrocampista | Tyler Adams        |     |
| 20    | Centrocampista | Luca de la Torre   |     |
| 15    | Delantero      | Jeremy Ebobisse    | 79' |
| 19    | Delantero      | Josh Sargent       |     |
| D. T. | D. T.          | Tab Ramos          |     |

| 1     | Guardameta     | Michael Woud        |     |
| 14    | Defensa        | Jack-Henry Sinclair |     |
| 5     | Defensa        | Hunter Ashworth     | 65' |
| 15    | Defensa        | Reese Cox           |     |
| 3     | Defensa        | Sean Liddicoat      |     |
| 13    | Defensa        | James McGarry       |     |
| 6     | Centrocampista | Joe Bell            | 82' |
| 8     | Centrocampista | Moses Dyer          |     |
| 17    | Centrocampista | Logan Rogerson      |     |
| 19    | Delantero      | Myer Bevan          |     |
| 9     | Delantero      | Noah Billingsley    | 53' |
| D. T. | D. T.          | Darren Bazeley      |     |

| 2  | Defensa        | Auston Trusty     | 76' |
| 11 | Centrocampista | Sebastián Saucedo | 79' |
| 13 | Delantero      | Lagos Kunga       | 79' |

| 11 | Centrocampista | Henry Cameron   | 53' |
| 18 | Centrocampista | Sarpreet Singh  | 65' |
| 16 | Centrocampista | Callum McCowatt | 82' |

| Anotado | 32'   | Josh Sargent    | 1 - 0 |
| Anotado | 64'   | Jeremy Ebobisse | 2 - 0 |
| Anotado | 65'   | Brooks Lennon   | 3 - 0 |
| Anotado | 76'   | Justen Glad     | 4 - 0 |
| Anotado | 84'   | Auston Trusty   | 5 - 0 |
| Anotado | 90+3' | Lagos Kunga     | 6 - 0 |

| Amonestado | 80' | Henry Cameron |

| Árbitro             | Abdulrahman Al Jassim |
| Árbitros asistentes | Taleb Al Marri        |
| Árbitros asistentes | Saoud Ahmed Almaqaleh |
| Cuarto árbitro      | Ryuji Sapo            |

| 1     | Guardameta     | Jonathan Klinsmann |     |
| 6     | Defensa        | Justen Glad        |     |
| 4     | Defensa        | Tommy Redding      |     |
| 5     | Defensa        | Erik Palmer-Brown  |     |
| 3     | Defensa        | Danilo Acosta      | 76' |
| 17    | Centrocampista | Brooks Lennon      | 79' |
| 7     | Centrocampista | Eryk Williamson    |     |
| 8     | Centrocampista | Tyler Adams        |     |
| 20    | Centrocampista | Luca de la Torre   |     |
| 15    | Delantero      | Jeremy Ebobisse    | 79' |
| 19    | Delantero      | Josh Sargent       |     |
| D. T. | D. T.          | Tab Ramos          |     |

| 1     | Guardameta     | Michael Woud        |     |
| 14    | Defensa        | Jack-Henry Sinclair |     |
| 5     | Defensa        | Hunter Ashworth     | 65' |
| 15    | Defensa        | Reese Cox           |     |
| 3     | Defensa        | Sean Liddicoat      |     |
| 13    | Defensa        | James McGarry       |     |
| 6     | Centrocampista | Joe Bell            | 82' |
| 8     | Centrocampista | Moses Dyer          |     |
| 17    | Centrocampista | Logan Rogerson      |     |
| 19    | Delantero      | Myer Bevan          |     |
| 9     | Delantero      | Noah Billingsley    | 53' |
| D. T. | D. T.          | Darren Bazeley      |     |

| 2  | Defensa        | Auston Trusty     | 76' |
| 11 | Centrocampista | Sebastián Saucedo | 79' |
| 13 | Delantero      | Lagos Kunga       | 79' |

| 11 | Centrocampista | Henry Cameron   | 53' |
| 18 | Centrocampista | Sarpreet Singh  | 65' |
| 16 | Centrocampista | Callum McCowatt | 82' |

| Anotado | 32'   | Josh Sargent    | 1 - 0 |
| Anotado | 64'   | Jeremy Ebobisse | 2 - 0 |
| Anotado | 65'   | Brooks Lennon   | 3 - 0 |
| Anotado | 76'   | Justen Glad     | 4 - 0 |
| Anotado | 84'   | Auston Trusty   | 5 - 0 |
| Anotado | 90+3' | Lagos Kunga     | 6 - 0 |

| Amonestado | 80' | Henry Cameron |

| Árbitro             | Abdulrahman Al Jassim |
| Árbitros asistentes | Taleb Al Marri        |
| Árbitros asistentes | Saoud Ahmed Almaqaleh |
| Cuarto árbitro      | Ryuji Sapo            |